# Gabriel Sayaogo
Gabriel Sayaogo (né le 9 janvier 1962 à Niességa) est un évêque catholique burkinabè, archevêque de Koupéla depuis 2019.

## Biographie
Gabriel Sayaogo est né le 9 janvier 1962 à Niessèga, dans le diocèse de Ouahigouya, dans la région Nord du Burkina Faso. Après avoir suivi sa formation religieuse, il a été ordonné prêtre le 13 juillet 1991 et incardiné dans le diocèse de Ouahigouya. 
Après son ordination, il est nommé vicaire paroissial à la cathédrale Christ-Roi-de-l'Univers de Ouahigouya. Il occupe cette fonction jusqu'en 1997.
En 1997, il part à Rome pour poursuivre des études à l’université pontificale urbanienne, où il obtient une maîtrise en droit canonique en 2001. À son retour au Burkina Faso, il est nommé curé de la cathédrale de Ouahigouya, fonction qu’il occupe de 2001 à 2004. Simultanément, à partir de 2003, il enseigne le droit canonique au grand séminaire de Koumi jusqu’en 2007.
En 2007, Gabriel Sayaogo est vicaire général du diocèse de Ouahigouya, fonction qu'il exerce jusqu'en 2009,.

### Épiscopat
Le 28 décembre 2010, le pape Benoît XVI le nomme évêque du diocèse de Manga,. Le nonce apostolique au Burkina Faso, Vito Rallo, l'a ordonné évêque le 30 avril 2011 ; Les co-consécrateurs étaient l'archevêque de Ouagadougou, Philippe Ouédraogo, et l'évêque émérite de Manga, Wenceslas Compaoré.
Il devient, 14 juin 2019, le vice président de la Conférence épiscopale Burkina-Niger. Le 7 décembre 2019, le pape François le nomme archevêque de Koupéla,. Il est installé le 18 janvier 2020.